# 79811 Fengzikai
79811 Fengzikai è un asteroide della fascia principale. Scoperto nel 1998, presenta un'orbita caratterizzata da un semiasse maggiore pari a 2,6176454 au e da un'eccentricità di 0,0862838, inclinata di 1,19200° rispetto all'eclittica.